# Louis Barrau-Dihigo
Pour les articles homonymes, voir Barrau et Dihigo.
Louis Barrau-Dihigo (Bordeaux, 28 avril 1876 - Paris, 2 août 1931) est un historien spécialiste de l'Espagne médiévale et bibliothécaire français.

## Biographie
Après avoir étudié à Bordeaux au Lycée Montaigne où il se lie d'amitié avec Paul Alphandéry, puis à la faculté de lettres de l'université de Bordeaux, il rejoint Paris où il fréquente la Sorbonne, l'EPHE et l'école des langues orientales.
En juin 1897, il présente son mémoire pour l'obtention du diplôme supérieur d'études d'histoire à la faculté de lettres de l'université de Paris : Étude sur le règne de Ferdinand Ier, roi de Castille et de Léon (1035-1065).
Le 1er janvier 1901, il rejoint la bibliothèque de la Sorbonne comme assistant de Jules de Chantepie du Dézert. En parallèle de ces activités, il continue ses recherches et devient l'un des meilleurs connaisseurs de l'Espagne médiévale. On le retrouve ainsi parmi les principaux contributeurs à la revue hispanique. Le 28 mai 1921 il soutient à la Sorbonne sa thèse portant le titre Recherches sur l'histoire politique du royaume asturien (718-910).
En novembre 1922, il est nommé bibliothécaire en chef de la faculté de pharmacie de l'université de Paris, avant, le 1er janvier 1926, de remplacer Émile Chatelain à la direction de la bibliothèque de la Sorbonne. La même année, il sera nommé directeur d’études à l’EPHE, créant par la même occasion un lien entre la bibliothèque de la Sorbonne et l’EPHE. « L’implication des bibliothécaires de la Sorbonne dans l’Association des élèves et anciens élèves de l’EPHE (IVe section) au début du siècle apparaît comme une dernière manifestation des liens organiques existant entre les deux institutions »